# Романов, Владимир Фёдорович (директор)
Влади́мир Фёдорович Рома́нов (4 февраля 1927, Москва — 13 декабря 2011, там же) — советский учёный и организатор производства. Директор Всесоюзного научно-исследовательского, конструкторско-технологического института природных алмазов и инструмента в 1972—1985 годах. Директор Всесоюзного (Всероссийского) научно-исследовательского инструментального института с 1985 года. Лауреат Государственной премии СССР. Заслуженный работник промышленности СССР (1991).

## Биография
Родился 4 февраля 1927 года в городе Москва. 
В 1941—1946 годах работал токарем на 1-м Государственном подшипниковом заводе (ГПЗ) в Москве. В 1946 году окончил Московский машиностроительный техникум имени Ф. Э. Дзержинского.
В 1946—1951 годах — конструктор технологического отдела 1-го государственного автомобильного завода имени И. В. Сталина (ЗиС). В 1951 году без отрыва от производства окончил факультет технологического машиностроения Вечернего машиностроительного института при ЗиС. В 1954 году защитил кандидатскую диссертацию, получив учёную степень кандидата технических наук.
В 1954—1957 годах работал научным сотрудником Института сельскохозяйственного машиностроения в городе Барнаул Алтайского края. 
В 1957—1967 годах — научный сотрудник, заведующий отделом, директор по научной работе Научно-исследовательского института технологии автомобильной промышленности в Москве.
В 1967—1972 годах — заместитель директора по научной работе, а в 1972—1985 годах — директор Всесоюзного научно-исследовательского, конструкторско-технологического института природных алмазов и инструмента (ВНИИАЛМАЗ) в Москве.
В 1977 году за успешную разработку отечественных алмазных инструментов группа работников ВНИИАЛМАЗ во главе с В. Ф. Романовым была удостоена Государственной премии СССР.
С 1985 года и до выхода на заслуженный отдых — директор Всесоюзного (Всероссийского) научно-исследовательского инструментального института — ОАО «ВНИИИнструмент» в Москве.
Автор более 150 изобретений в области инструментального производства, около 15 патентов, более 100 научных трудов, в том числе 2 монографии 1 учебного пособия, среди которых «Расчеты зуборезных инструментов», «Технология алмазной правки шлифовальных кругов». Автор статей в книге «Инструменты из сверхтвердых материалов».
Жил в Москве. Ушел из жизни 13 декабря 2011 года. Похоронен на Кузьминском кладбище города Москвы
Член и заведующий отделом Академии проблем качества. 
Кандидат технических наук (1954). Профессор.
Лауреат Государственной премии СССР (27.10.1977) — за создание массового производства отечественного алмазного инструмента на базе новых научно-технических решений, обеспечивших высокие темпы развития алмазной отрасли и удовлетворение потребностей народного хозяйства.
Заслуженный работник промышленности СССР (04.12.1991) — за большой вклад в разработку новых видов инструментов и технологий, их внедрение в серийное производство.

## Награды
- орден Трудового Красного Знамени (14.09.1981);
- орден Дружбы народов (21.10.1993)[1] — за большой личный вклад в развитие инструментальной промышленности, организацию системы сертификации продукции и производства товаров народного потребления на предприятиях отрасли;
- орден «Знак Почёта»;
- медали СССР и Российской Федерации.